# The Gladiators
The Gladiators és un grup de roots reggae jamaicà que va destacar durant la dècada del 1970. El seu nucli principal va estar format pel guitarrista i cantant Albert Griffiths (1945-2020), el baixista i cantant Clinton Fearon, i el també guitarrista i cantant Gallimore Sutherland. Els seus dos àlbums més coneguts són Trenchtown Mix Up (1976) i Proverbial Reggae (1978) amb cançons com «Hearsay», «Jah Works», «Dreadlocks the Time is Now». «Mix Up», «Music Makers from Jamaica» i «Soul Rebel», una cançó escrita per The Wailers. The Gladiators també va col·laborar amb el discjòquei U-Roy.

## Història
El primer gran èxit del grup va ser amb el senzill «Hello Carol», l'any 1969, produït per Coxsone Dodd, que va encapçalar les llistes d'èxits musicals a Jamaica. Durant la dècada del 1970 The Gladiators va facturar nombrosos discos per a diversos productors com Lloyd Daley i Lee Perry, però van ser els seus enregistraments per a Coxsone Dodd a Studio One els que es van convertir en grans èxits. Durant aquest temps a Studio One, els èxits de The Gladiators van incloure «Bongo Red», «Jah Jah Go Before Us», «Mr. Baldwin» i «Roots Natty».
L'èxit d'aquests enregistraments va cridar l'atenció de Virgin Records, amb seu a Anglaterra, que va oferir al grup el seu primer contracte discogràfic important el 1976. El seu primer àlbum amb Virgin Records va ser Trenchtown Mix Up (1976), produït per Tony Robinson, que incloïa revisions de molts dels seus primers èxits. Van seguir aquest esforç amb Proverbial Reggae (1978).
Dodd i Studio One també van publicar Studio One Presenting the Gladiators (1978), una recopilació d'alguns dels primers enregistraments del grup publicats entre 1968 i 1974. Els dos àlbums següents de The Gladiators a Virgin Records van ser Naturality (1978) i Sweet So Till (1979). Virgin va publicar posteriorment dos àlbums recopilatoris: Vital Selection el 1981 i Dreadlocks The Time Is Now el 1983.
Tot i l'auge del raggamuffin, The Gladiators va publicar onze àlbums d'estudi a la dècada del 1980 amb Nighthawk Records i Heartbeat Records, amb qui va publicar àlbums durant la segona meitat de la dècada. El 1987 Fearon va abandonar el grup després de divuit anys, però Griffiths i Sutherland van continuar publicant treballs en diversos segells. Amb l'arribada del dancehall a la dècada del 1990, The Gladiators només van publicar tres àlbums d'estudi durant aquella dècada.
El 2005 The Gladiators van publicar Fathers and Sons, que s'ha considerat com el comiat d'Albert Griffiths després que la mala salut l'obligués a retirar-se dels escenaris, amb els seus fills, Alan i Anthony unint-se al grup.

## Discografia

### Àlbums d'estudi
| Títol                                  | Any  | Discogràfica         |
| -------------------------------------- | ---- | -------------------- |
| Trenchtown Mix Up                      | 1976 | Virgin Records       |
| Studio One Presenting the Gladiators   | 1977 | Studio One           |
| Proverbial Reggae                      | 1978 | Virgin Records       |
| Naturality                             | 1979 | Virgin Records       |
| Sweet So Till                          | 1979 | Virgin Records       |
| Gladiators                             | 1980 | Virgin Records       |
| Babylon Street                         | 1982 | Jam Rock Records     |
| Back To Roots                          | 1982 | Stunt Sounds         |
| Symbol of Reality                      | 1982 | Nighthawk Records    |
| Reggae To Bone                         | 1982 | Jam Rock Records     |
| Serious Thing                          | 1984 | Nighthawk Records    |
| Show Down Vol. 3 amb Don Carlos & Gold | 1984 | Empire Records       |
| Reggae Jamboree                        | 1984 | Roots Reggae Library |
| Country Living                         | 1985 | Heartbeat Records    |
| Dread Prophesy amb The Ethiopians      | 1986 | Nighthawk Records    |
| In Store For You                       | 1988 | Heartbeat Records    |
| On The Right Track                     | 1989 | Heartbeat Records    |
| Valley of Decision                     | 1991 | Heartbeat Records    |
| A True Rastaman                        | 1992 | MPO Records          |
| The Storm                              | 1994 | Riddim Mu Records    |
| Something a Gwaan                      | 2000 | RAS Records          |
| Once Upon A Time in Jamaica            | 2002 | XIII Bis Records     |
| Fathers and Sons                       | 2005 | RAS Records          |
| Continuation                           | 2009 | Mediacom             |
| Back on Tracks                         | 2014 | Utopia               |

### Recopilacions i àlbums en directe
| Títol                                         | Any  | Discogràfica      |
| --------------------------------------------- | ---- | ----------------- |
| Studio One Presenting the Gladiators          | 1979 | Studio One        |
| Vital Selection                               | 1981 | Virgin Records    |
| Gladiators By Bus                             | 1982 | Jam Rock Records  |
| Live at Reggae Sunsplash amb Israel Vibration | 1982 | Genes Records     |
| Dreadlocks The Time Is Now                    | 1983 | Virgin Records    |
| A Whole Heap                                  | 1989 | Heartbeat Records |
| Full Time                                     | 1995 | Nighthawk Records |
| Alive & Fighting                              | 1997 | Mediacom Records  |
| At Studio One: Bongo Red                      | 1998 | Heartbeat Records |
| Sold Out                                      | 2000 | M10 Records       |
| Live in San Francisco                         | 2003 | 2B1 Records       |
| Europe Tour 2006: Live in Paris               | 2006 | Unknown           |